# Wladson Sidney
Wladson Sidney Sousa Saraiva (Fortaleza, 24 de dezembro de 1977) é um empresário, escritor, apresentador e faixa preta de jiu-jitsu brasileiro. Fundador da agência Sancho Corporativo, especializada em gestão de carreira, é presidente da ADVB-Ceará (biênio 2025–2026), entidade que fortalece os setores de marketing e vendas. É autor do livro Quais os Benefícios de Acordar Cedo? NÃO TEM (2023), uma crítica bem-humorada aos discursos convencionais sobre produtividade. Sua atuação no meio corporativo é marcada por uma trajetória plural, com experiências que incluem passagens pelo teatro como ator e diretor, televisão, música e outros empreendimentos no mundo dos negócios.

## Carreira
Com uma trajetória marcada pela pluralidade, Wladson Sidney construiu sua presença no meio corporativo a partir de múltiplas experiências empreendedoras em diferentes segmentos e linguagens, do mundo dos negócios à criação artística. Essa combinação pouco convencional de repertórios contribui diretamente para o estilo de liderança e comunicação que imprime hoje nas iniciativas que conduz.

### Sancho Corporativo
É fundador e sócio-diretor da Sancho Corporativo, agência de gestão de carreira e comunicação estratégica com sede em Fortaleza. A Sancho atua tanto no desenvolvimento de profissionais em ascensão quanto no reposicionamento de nomes já consolidados no mercado, articulando marca pessoal, imagem pública e autoridade técnica em diversas áreas. Entre os nomes assessorados, estão figuras públicas como o crítico de cinema PH Santos e o executivo Marcelo Paz, CEO do Fortaleza Esporte Clube. A agência também tem se posicionado como parceira em projetos de impacto institucional e cultural, como a colaboração com o ator e palestrante Nizo Neto.

### ADVB-Ceará
Em 2025, Wladson assumiu a presidência da ADVB-Ceará para o biênio 2025–2026, fortalecendo uma trajetória contínua de evolução da entidade e propondo novas formas de diálogo entre os setores de marketing, vendas e gestão. Sob sua liderança, a associação intensificou a articulação com outras unidades estaduais da ADVB, ampliou o alcance das experiências promovidas e lançou o Prêmio Top de Vendas, uma iniciativa inédita para a associação no Ceará, com o propósito de valorizar o desempenho comercial e criar uma nova tradição institucional no estado

### Livro
Em 2023, lançou o livro Quais os Benefícios de Acordar Cedo? NÃO TEM, uma provocação bem-humorada aos discursos convencionais sobre produtividade e sucesso. A obra combina reflexões pessoais com crítica social, reforçando o estilo comunicacional direto e irônico que marca sua atuação pública.

### Outras experiências
Antes de consolidar sua atuação como empresário, Wladson transitou por diferentes contextos que moldaram sua visão interdisciplinar de carreira e posicionamento. Atuou como diretor e ator em montagens teatrais, com destaque para a peça O Auto do Cumpade Cido, além de participações no cinema e na música. Essas vivências, aliadas a outros empreendimentos ao longo dos anos, contribuíram para a formação de uma abordagem comunicacional com forte apelo narrativo e capacidade de adaptação a diferentes públicos e cenários.